# Финал Кубка СССР по футболу 1939
Финал Кубка СССР по футболу 1939 года — четвёртый финал Кубка СССР. Матч состоялся 12 сентября 1939 года на стадионе «Динамо» в Москве. В финале встретились московский «Спартак» и ленинградский «Сталинец».

## Путь к финалу
| Спартак (Москва)     | Спартак (Москва) | Спартак (Москва) | Сталинец (Ленинград) | Сталинец (Ленинград)   | Сталинец (Ленинград) |
| -------------------- | ---------------- | ---------------- | -------------------- | ---------------------- | -------------------- |
| Спартак (Ленинград)  | 1:0              | 1/32 финала      | 1/32 финала          | Трактор (Сталинград)   | 3:2 (д.в.)           |
| Динамо (Казань)      | 2:0              | 1/16 финала      | 1/16 финала          | Сталь (Днепропетровск) | 1:0                  |
| Локомотив (Москва)   | 1:0              | 1/8 финала       | 1/8 финала           | Авангард (Краматорск)  | 2:0                  |
| Стахановец (Сталино) | 3:1              | 1/4 финала       | 1/4 финала           | Динамо (Сталинабад)    | 4:0                  |
| Динамо (Тбилиси)     | 3:2              | 1/2 финала       | 1/2 финала           | Динамо (Ташкент)       | 3:0                  |

## Детали матча
| Спартак (Москва)                              | 3:1      | Сталинец (Ленинград) |
| --------------------------------------------- | -------- | -------------------- |
| Барышев 5′ (авт.) · Семёнов 29′ · Соколов 50′ | Протокол | Ласин 15′            |

| Спартак:        |  |                      |
|                 |  |                      |
| В               |  | Владислав Жмельков   |
| З               |  | Василий Соколов      |
| З               |  | Виктор Соколов       |
| З               |  | Григорий Тучков      |
| П               |  | Андрей Старостин (к) |
| П               |  | Константин Малинин   |
| Н               |  | Андрей Протасов      |
| Н               |  | Виктор Семёнов       |
| Н               |  | Владимир Степанов    |
| Н               |  | Алексей Соколов      |
| Н               |  | Павел Корнилов       |
| Главный тренер: |  |                      |
| Пётр Попов      |  |                      |

| Сталинец:         |  |                    |     |
|                   |  |                    |     |
| В                 |  | Борис Грищенко     |     |
| З                 |  | Самуил Козинец     |     |
| З                 |  | Михаил Барышев     |     |
| З                 |  | Алексей Лебедев    |     |
| П                 |  | Борис Ивин (к)     |     |
| П                 |  | Александр Зябликов |     |
| Н                 |  | Георгий Ласин      |     |
| Н                 |  | Алексей Ларионов   |     |
| Н                 |  | Виктор Смагин      |     |
| Н                 |  | Валентин Шелагин   |     |
| Н                 |  | Николай Соловьёв   | 73' |
| Запасной:         |  |                    |     |
| Н                 |  | Евгений Одинцов    | 73' |
| Главный тренер:   |  |                    |     |
| Константин Егоров |  |                    |     |

## Ход матча
Перед матчем долго шёл дождь, поэтому поле было скользкое и местами было покрыто лужами, а мяч был тяжёлым. Ненастье не остановило зрителей, которых на трибунах собралось около 70 тысяч.
Уже на 5-й минуте матча гол в свои ворота забил защитник «Сталинца» Михаил Барышев. Через десять минут Георгий Ласин закатил мяч в нижний угол спартаковских ворот. На 29-й минуте встречи, после мощного выстрела Виктора Семёнова, «Спартак» выходит вперёд. В самом начале второго тайма, на 50-й минуте, Алексей Соколов устанавливает окончательный счёт, 3:1.
Вот как описывали ход матча Юрий Ваньят и Константин Лемешев:
«Сталинец» играл сильнее, чем обычно, особенно в защите. Борис Грищенко с игрой справился, Алексей Лебедев сумел довольно плотно «закрыть» Семёнова, очень сильно сыграли Борис Ивин и особенно Александр Зябликов. В нападении лучшим был Виктор Смагин, игравший хотя и грубовато, но создавший много острых моментов. Слабы были края, особенно Николай Соловьёв. Почему-то выключился из игры Алексей Ларионов.
У «Спартака» Владислав Жмельков почти не играл, в защите лучшее впечатление оставил Виктор Соколов, так как Василий сыграл ниже своего обычного уровня. В полузащите Константин Малинин и Андрей Старостин были сильнейшими. Андрей Протасов и Павел Корнилов оставили бледное впечатление, Алексею Соколову —  ведущему форварду команды — мешала грубость, Владимир Степанов переоценил свои силы и часто передерживал мяч. Виктор Семёнов был малотехничен.
Спустя полмесяца после финала было решено переиграть полуфинальный матч московского «Спартака» и тбилисского «Динамо», завершившийся победой москвичей со счётом 1:0. В переигровке «Спартак» снова победил с разницей в один мяч, 3:2. Финальный матч было решено не переигрывать.